# 山下昇
山下 昇（やました のぼる、1922年（大正11年）7月17日 - 1996年（平成8年）5月15日）は、日本の地質学者。信州大学名誉教授。
フォッサマグナ東縁は柏崎と銚子を結んだ線とする、柏崎-銚子線説を提唱した。

## 人物・経歴
福岡県八女市生まれ。 1945年、東京帝国大学理学部地質学科を卒業。
東京大学理学部助手を経て、1968年に信州大学教授に就任する。1986年に定年退官し、名誉教授となる。
退官後、新潟県糸魚川市のフォッサマグナミュージアム館長を務めた。
1996年5月15日、呼吸不全のため死去。